# 沈慧莲
沈慧莲（1891年7月3日—1974年11月4日），广东番禺人。其丈夫为原南京市市长、第一届国大代表马超俊。

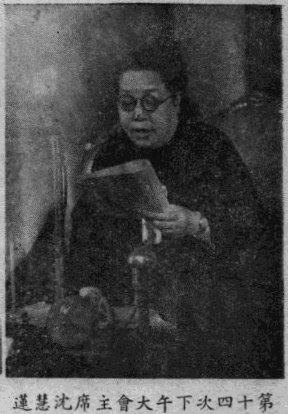

沈慧莲毕业于广东南华医院、上海亚东医科大学。1910年，加入中国同盟会。1923年出任党立平民医院妇产科主任。1924年任广州工读学校校长，广州女界联合讨赤同志会贸易部主任，1933年长城抗战被推举为上海中华妇女救济东北同胞协会常务会员，中国国民党中央妇女运动委员会主委，1937年全面抗战爆发后中国妇女慰劳自卫抗战将士总会常委、中国战时儿童保育会常委等职。1946年5月4日，中国红十字会南京分会召开第一次理事会，“对于社会公益素富热忱”的沈慧莲当选会长。1946年，当选制宪国民大会代表、第一屆國民大會代表（全國性婦女團體第一名）。赴台后，又任中华妇联总会常委，中国红十字会副会长、会长，光复大陆设计研究委员会委员。1974年逝世，葬於富貴山墓園。
她还是国民党第六届中央执行委员，第七至十届中央评议委员。